# Luzula alopecurus
Luzula alopecurus är en tågväxtart som beskrevs av Nicaise Auguste Desvaux. Luzula alopecurus ingår i Frylesläktet som ingår i familjen tågväxter. Inga underarter finns listade i Catalogue of Life.